# イオンスタイル幕張ベイパーク
イオンスタイル幕張ベイパーク（イオンスタイルまくはりベイパーク）は、千葉県千葉市美浜区若葉3丁目（幕張新都心・幕張ベイパーク）に所在するイオンリテール株式会社が管理・運営するファミリー向け業態である。

## 概要
2019年4月13日、幕張新都心幕張ベイパーク地区に開業した。幕張新都心はイオンの本社も位置しており、イオングループの本拠地とも言える地域である。
当初はイオン幕張若葉店という名所で計画が進まれていたが途中でイオンスタイル幕張ベイパークへと変更された。
施設は複数のビレッジで構成されており、「ビレッジ1」、「ビレッジ2」、「ビレッジ3」、「ビレッジ4」の4エリアから構成される。

## テナント
出典:

### ビレッジ1
- イオンスタイル幕張ベイパーク（食品スーパーマーケット）
- ポニークリーニング
- ATM

### ビレッジ2
- すし銚子丸　雅
- アンジェリカ
- & COFFEE MAISON KAYSER

### ビレッジ3
- ダイソー
- 美容室Louge

### ビレッジ4
- マライカバザール

## 交通

### 公共交通機関

#### 鉄道
出典
- JR東日本  京葉線・ 武蔵野線直通「海浜幕張駅」より徒歩約11分

#### バス
出典
- イオン無料店舗循環バス（平日：時刻表・路線図 公式）(土日祝：時刻表・路線図 公式)
- 路線バス「幕張ベイパーク線」【乗場】JR海浜幕張駅北口⑥番のりば　【下車駅】若葉公園　（所要時間約10分）

### 自動車
出典

#### 高速道路（東関東自動車道）
- 湾岸千葉IC 上り 出口　約3分
- 湾岸千葉IC 下り 入口　約4分
- 湾岸習志野IC 上り 入口 約8分

#### 高速道路（京葉道路）
- 幕張IC 上り 出口　約10分
- 幕張IC 上り 入口　約17分

## 近隣の施設

### 大型ショッピングセンター
- 三井アウトレットパーク 幕張
- プレナ幕張
- ららぽーとTOKYO-BAY
- ビビット南船橋

### 中型ショッピングセンター・ホームセンター・アミューズメント施設等
- イトーヨーカドー幕張店
- コストコ幕張倉庫店
- カインズ幕張店
- 東京インテリア家具幕張店
- 島忠ホームズ幕張店
- ラウンドワン習志野店

### その他
- ZOZOマリンスタジアム
- 幕張メッセ

### イオングループの商業施設
- イオンモール幕張新都心
- イオン海浜幕張店（旧：カルフール幕張店、イオン幕張店）
- イオンタウン幕張西
- イオンスタイル検見川浜
- マックスバリュエクスプレス幕張店